# Bombardement op Arnhem

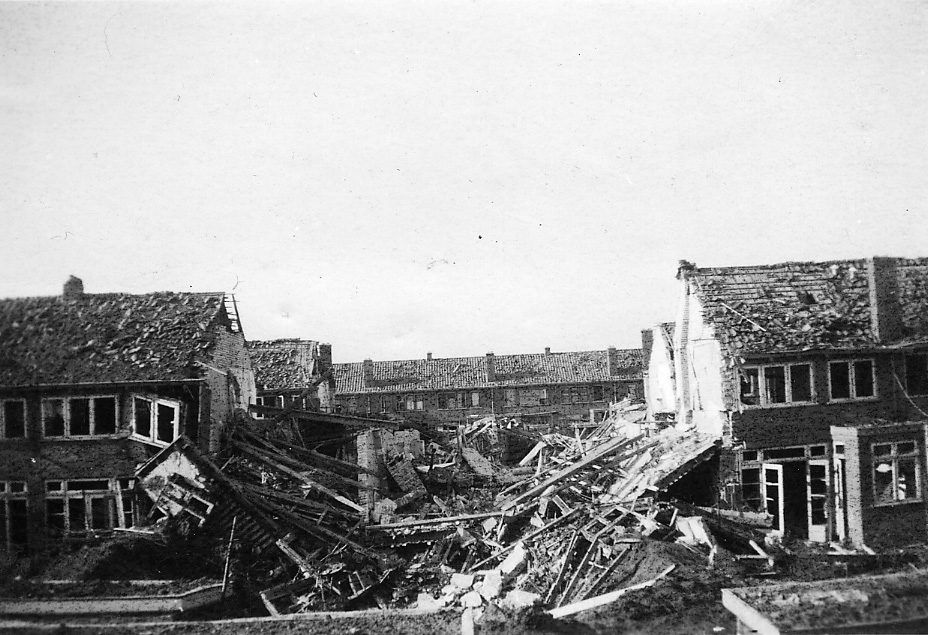
De wijk Malburgen na het bombardement

Het geallieerde bombardement op Arnhem van 22 februari 1944 werd uitgevoerd door 12 Amerikaanse B-24 Liberator-bommenwerpers. Behalve Arnhem werden die dag ook Nijmegen, Deventer en Enschede hierdoor getroffen. 
De bombardementen van die dag zijn lange tijd algemeen doorgegaan voor vergissingsbombardementen; de Amerikaanse bommenwerpers zouden hebben gedacht dat ze nog steeds boven Duitsland vlogen. Er zijn echter steeds meer aanwijzingen opgedoken dat de Nederlandse steden doelbewust door de bommenwerpers als alternatief doelwit waren uitgekozen, waarbij op de spoorlijnen werd gemikt.

## Verloop gebeurtenissen
In de ochtend van 22 februari 1944 waren 177 Amerikaanse bommenwerpers van het type B-24 Liberator opgestegen vanaf de vliegbasis RAF Bungay bij Flixton, Engeland.  Ze werden geëscorteerd door enkele tientallen jagers van de typen P-38, P-47 en P-51 Ze maakten deel uit van een missie die eigenlijk de Gothaer Waggonfabrik in het Duitse Gotha als doelwit had. Nadat ze hun oorspronkelijke bestemmingen niet hadden kunnen bereiken, waren ze nu op zoek naar een gelegenheidsdoel als alternatief.  Nadat het hun ook niet lukte om de bommenlading boven Eschwege uit te gooien, kozen ze in plaats daarvan voor vier steden op Nederlands grondgebied als doelwit.
In Arnhem werden vooral de wijken Rijnwijk,  Van Verschuerwijk en Malburgen getroffen, evenals het spooremplacement en industrieterrein Het Broek (waar een gasfabriek stond). Er vielen voor zover bekend in de hele stad 57 doden. In totaal werden er 86 woningen verwoest, en 464 gezinnen waren rechtstreeks slachtoffer van het bombardement.

## Herdenking
Voor dit bombardement op Arnhem is lange tijd maar heel weinig aandacht geweest; dit had meerdere oorzaken. De gebeurtenis werd ten eerste sterk overschaduwd door de Slag bij Arnhem, die niet lang daarna plaatsvond en in hoge mate bepalend was voor het verdere verloop van de oorlog. Bovendien was van de vier uitgekozen steden  Nijmegen veruit het zwaarst getroffen (hier vielen vermoedelijk meer dan 800 burgerdoden en was ook de verwoesting veel grootschaliger). Bijgevolg kreeg Nijmegen dus ook veel meer aandacht. Nog een belangrijke factor is dat de bombardementen op de vier Nederlandse steden van die dag lange tijd grotendeels in de doofpot zijn gestopt, aangezien ze waren uitgevoerd door bommenwerpers van een natie die een bondgenoot in de oorlog was.
Op 15 april 2016 werd er in de Verschuerwijk een herdenkingssteen, die eerder elders was opgeslagen, teruggeplaatst.